# Evil Toons – Flotte Teens im Geisterhaus
Evil Toons – Flotte Teens im Geisterhaus ist eine US-amerikanische Animations-Horrorkomödie aus dem Jahr 1992 von Fred Olen Ray.

## Handlung
Vier weibliche Teenager jobben als Reinigungskräfte in einem alten Haus, um es für den neuen Eigentümer hübsch herzurichten. Während der ersten Nacht seit ihrer Ankunft erscheint ein fremder Mann im Haus und liefert ein altes Buch ab. Neugierig studieren die Mädchen das Buch, in dem sie auf die Zeichnung eines Dämons stoßen. Dadurch wird ein Fluch ausgelöst und die bösartige Kreatur zum Leben erweckt.
Im Verlauf des Films erscheint der Dämon als lebender Cartoon, der sich an den Mädchen sexuell vergeht. Anschließend stehen die Mädchen unter seiner Kontrolle. Der Reihe nach werden die Hausbewohner getötet. Lediglich das Mädchen Megan und Gideon Fisk, der Besitzer des Buches, überleben. Sie beschließen, das Buch zu verbrennen, um den Dämon zu zerstören. Als ihr Vorhaben gelingt, werden alle wiederbelebt, die getötet wurden. Der Film endet damit, dass Gideon die Gruppe verlässt und der Nachbar Mr. Hinchlow vor dem alten Haus erscheint. Er liefert zum Entsetzen der Mädchen einen Fernseher, mit dem man seiner Aussage nach hervorragend Cartoons gucken könne.

## Hintergrund
Zu dem Cast gehören einige Porno- und Erotikfilmdarsteller. Der Schauspieler Robert Quarry leiht dem bösen Dämonen in der Originalfassung die Stimme. Auch Regisseur Fred Olen Ray hat zwei Sprechrollen.

## Kritik
„Vier Studentinnen befreien ohne Wissen und Absicht ein in ein Buch gebanntes Monster, das allerlei Unheil anrichtet, bevor es von der schüchternsten der Frauen und einem Magier erneut unschädlich gemacht wird. Gescheiterter Versuch einer Kombination von Trick- und Realfilm, dessen Geschichte unzusammenhängend erzählt wird und am Ende nur noch lächerlich ist.“

„Vom Teufel geritten ist bloß der Erfinder.“

Cinema schreibt, David Carradine hätte schauspielerisch mit diesem Film den „Tiefpunkt seiner Karriere“ erreicht. Gelobt wird allerdings die Idee, die Dämonen als Cartoon darzustellen.

## Trivia
- Der Film wurde am 13. September 2019 auf Tele 5 als Teil des Sendeformats Die schlechtesten Filme aller Zeiten ausgestrahlt.

## Produktion
Der Film wurde in nur acht Tagen gedreht. Aufgrund des geringen Budgets und der hohen Kosten für Animation ist der animierte Dämon lediglich etwa 90 Sekunden im Film zu sehen. Regisseur Fred Olen Ray erklärte, dass große Hollywood-Studios die Finanzierung des Films ablehnten, da sie das Risiko des Konzepts zu hoch einschätzten. Selbst Roger Corman lehnte ab mit den Worten, es sei „zu riskant“. Daher wurde der Film unabhängig produziert.
Der Film enthält subtile Bezüge zum Universum von H.P. Lovecraft: Roxanne erwähnt die Miskatonic University, und das Buch, das den Dämon beschwört, erinnert an das Necronomicon.

## Veröffentlichung
Am 4. Mai 2010 brachte Infinity Entertainment Group die 20th Anniversary Edition des Films auf DVD heraus.